# Alex Burghart
Michael Alex Burghart  (nascido em 7 de setembro de 1977) é um político do Partido Conservador britânico que foi reeleito Membro do Parlamento (MP) por Brentwood e Ongar nas eleições gerais de dezembro de 2019, tendo sido eleito pela primeira vez em junho de 2017. Ele tornou-se Secretário Privado Parlamentar do Primeiro Ministro Boris Johnson em julho de 2019. Burghart foi professor, conferencista universitário e conselheiro especial da predecessora de Johnson, Theresa May.